# Kleine Flamingoblume
Die Kleine Flamingoblume (Anthurium scherzerianum) ist eine Pflanzenart aus der Gattung der Flamingoblumen in der Familie der Aronstabgewächse (Araceae). Dieser Endemit kommt nur in Costa Rica vor. Züchtungen von dieser Art werden als Zierpflanzen verwendet.

## Beschreibung

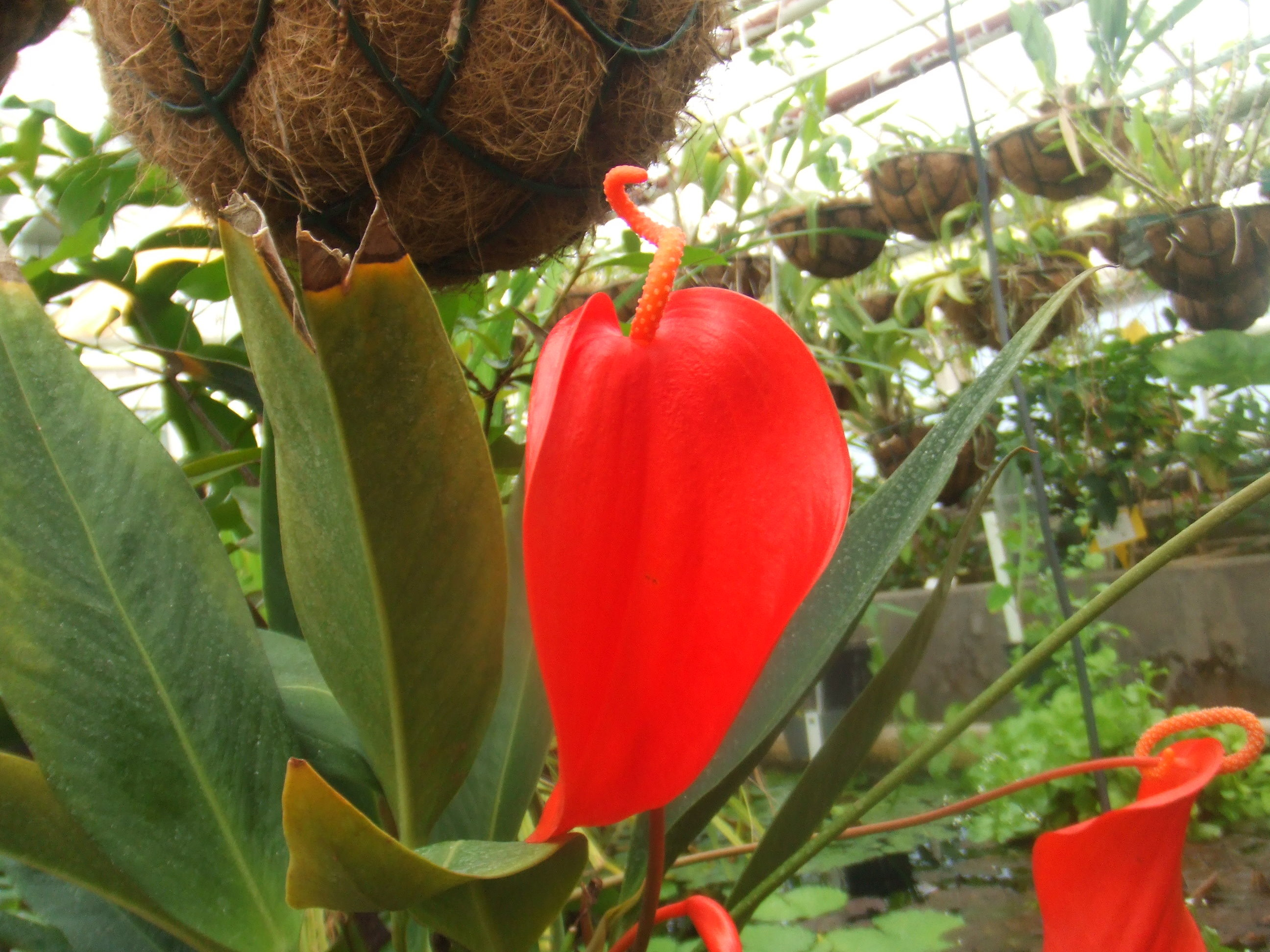
Die Kleine Flamingoblume im Gewächshaus

Die folgenden Angaben gelten für die Wildform, Züchtungen können davon mehr oder weniger stark abweichen.

### Vegetative Merkmale
Anthurium scherzerianum ist eine immergrüne, ausdauernde krautige Pflanze, die Wuchshöhen von 30 bis 50 Zentimetern erreicht. Sie wächst epiphytisch oder terrestrisch. Es sind zahlreiche, dicke Wurzeln vorhanden.
Die grundständigen, 15 bis 30 Zentimeter langen Laubblätter sind deutlich in Blattstiel und Blattspreite gegliedert. Der Blattstiel ist 4 bis 20 Zentimeter lang. Die einfache, dunkelgrüne Blattspreite ist bei einer Länge von 5 bis 26 Zentimetern sowie einer Breite von 1,5 bis 6,5 Zentimeter, lanzettlich und hat einen glatten Blattrand.

### Generative Merkmale

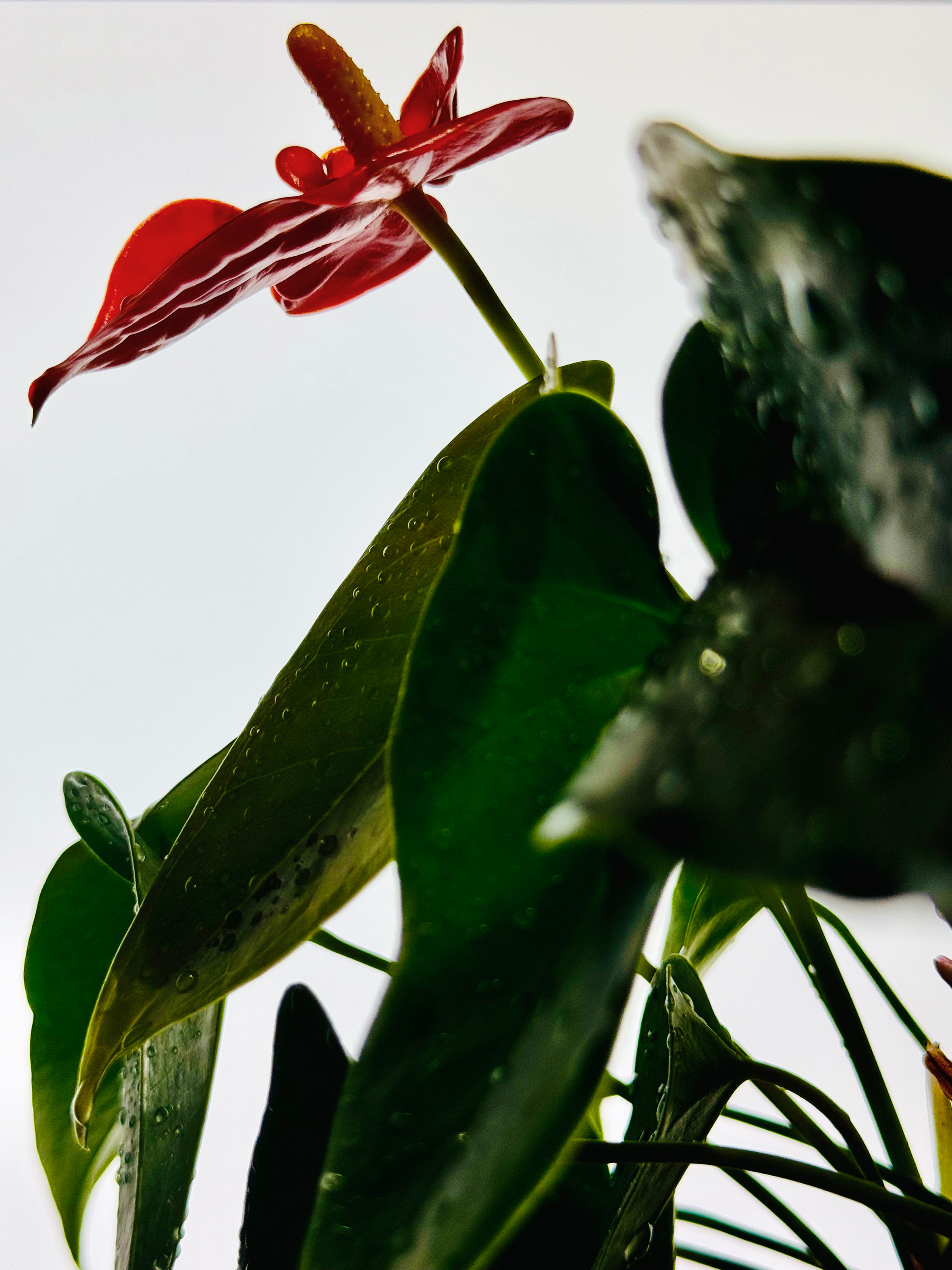
Kleine Flamingoblume

Der Blütenstand ist wie bei den meisten Araceae aufgebaut: bei dieser Art gibt es eine leuchtend rote Spatha (einzelnes Hochblatt), die 4 bis 12 Zentimeter lang und 2,4 bis 6 Zentimeter breit ist und einen orangeroten, gedrehten Blütenkolben (Spadix), der 14 bis 52 Zentimeter lang ist und einen Durchmesser von etwa 2 mm hat. Der Pollen ist weiß.
Die Beeren sind bei Reife orangefarben bis rot.
Die Chromosomenzahl beträgt 2n = 30, seltener 14.

## Inhaltsstoffe
Flamingoblumen enthalten wie andere Aronstabgewächse die Giftstoffe Aroin (aus der Gruppe der Saponine) und Calciumoxalat.

## Nutzung
Sorten dieser Art sind als Zimmerpflanze verbreitet.
Es gibt auch Zuchtformen mit andersfarbigen (zum Beispiel weißen) Spatha.

## Verbreitung
Die Heimat von Anthurium scherzerianum liegt in Costa Rica, das erste Exemplar wurde in Guatemala gefunden.

## Systematik
Die Erstbeschreibung erfolgte 1857 durch den österreichischen Botaniker Heinrich Wilhelm Schott in Oesterreichisches botanisches Wochenblatt, Band 7, Seite 53.

## Sorten (Auswahl)
- 'Amaretti'
- 'Ariane'
- 'Arinos'
- 'Aristo'
- 'Artica'
- 'Artus'
- 'Festino'
- 'Graffity'